# 野蒜築港

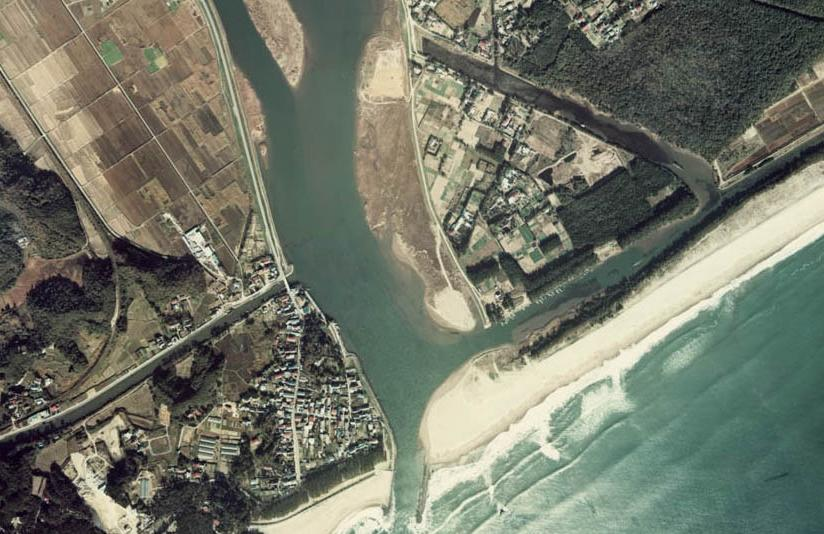
野蒜築港跡の航空写真（2002年）
中央を北から南に鳴瀬川が流れ、東南に向かって新鳴瀬川が開削された。北上運河が北東方向に、東名運河が西方に続く。

野蒜築港（のびるちくこう）は、明治初期に仙台湾（石巻湾）に面する桃生郡（現・東松島市）を中心に行なわれた港湾建造事業。鳴瀬川河口に内港、浜市村に新市街、野蒜村に外港を設けるという港湾建設のみならず、運河・鉄道・道路の新設も行って水上・陸上の物流ネットワークをつくり上げる計画であった。
日本初の近代港湾の建設であり、明治政府による東北開発の中心的な事業と位置づけられていたが、完成から3年後に台風で突堤が崩壊し、施設はそのまま放棄された。現在では土木学会選奨土木遺産となっている。また、三国港、三角港とともに明治三大築港とされる。現在では「幻の港」と呼ばれることがある。

## 事業の背景
明治初頭の日本では、殖産興業のためのインフラストラクチャー整備とともに不平士族の処遇が大きな課題となっていた。これらを同時に解決するための公共事業として、内務卿の大久保利通は土木7大プロジェクトの実施を提言した。これは東日本の河川などの交通網の整備を目的としたもので、野蒜築港はその一つとして岩手県内の北上川水系と宮城県・福島県を流れる阿武隈川水系を結ぶ中継点としての役割を期待された。また、同プロジェクトによる阿武隈川、阿賀野川両水系の整備や安積疏水と合わせ、東北地方全域と新潟県を水運で結ぶネットワーク形成の構想があった。
また、これに先立つ1876年（明治9年）の明治天皇による東北巡幸に際して大久保は東北各県の県令たちから産業振興に関する要望を聞き取っている。その中で運輸体系の整備が求められ、特に北上川河口の石巻港が上流からの流砂の堆積で機能不全に陥っていたことから、河口周辺の整備が地元から強く望まれていた。当時は江戸時代と同様に水運が物流の中心となっていたため、要望を踏まえて、北上川水系と鳴瀬川、塩竈港を連結するための港湾、運河の整備が決定された。

## 立地の選定

### ファン・ドールンによる調査報告
政府の依頼を受けて、内務省のお雇い外国人として港湾・河川整備のオランダ人土木技術者のリーダーを務めていたファン・ドールンが1877年（明治10年）に石巻湾を訪れ、複数の候補地の比較を行なった。同年2月の報告書では野蒜以外の候補地もいくつか挙げられていたが、
1. （当時の）北上川河口：　地元から築港の要望が強いが、川によって運ばれる土砂が多すぎる
2. 女川湾：　湾形は良いが湾内が狭く、また東に位置しており仙台方面との連絡が悪い
3. 牡鹿半島西部の荻ノ浜：　同じく湾形は良いが、陸上からの交通手段が不便
4. 松島湾の石浜：　波浪の心配が少ないが、島嶼部に位置しており陸地から遠すぎる

として、それぞれ却下されている。
一方、野蒜については
- 南方の宮戸島によって外海の波浪が緩和される
- 西は松島湾に面して塩竈港まで3里、東は石巻まで5里と両者に近く、船の便が良い
- 河口のある鳴瀬川を改修することで、その水運が利用できる
- 仙台地区では、塩竈港との連絡を重視する声が強い

として、今回の築港において最適の地である、と述べている。

### 立地選定の問題点
後に野蒜築港は土砂の堆積などで工事が難航し、さらには台風で壊滅的な被害を受け、港湾整備のプロジェクトとしては失敗に終わった。その原因として、野蒜への立地選定に問題があったとする指摘は多い。
具体的な内容としては、
- 事前に風や波に関する野蒜周辺での実地調査を行なっていなかった。
- ファン・ドールンは漂砂が少ないことを野蒜の長所の一つとしたが実際にはむしろ多く、設計の変更を余儀なくされた
- 大型船の停泊可能な外港を築くためには巨額の予算が必要であり、事実上不可能であった。
- 宮城県南部や福島県への配慮から女川湾を不適としたが、後の鉄道・河川の整備によってこれらの地域からの利用は減少し、やがて宮城県と岩手県からしか利用されなくなる。その場合はむしろ女川湾の方が便利である。

などが、1885年（明治18年）のローウェンホルスト・ムルデルの報告などで指摘されている。

## 建設計画

### 野蒜築港本体の計画
野蒜築港の計画は以下の通りとなった。
- 北上川から野蒜港を経て松島湾を結ぶ北上運河（北緯38度24分2.6秒 東経141度13分4.2秒 / 北緯38.400722度 東経141.217833度）および東名運河（北緯38度22分11.9秒 東経141度9分0.4秒 / 北緯38.369972度 東経141.150111度）を整備する。
- 鳴瀬川の河口付近で新鳴瀬川（北緯38度22分59秒 東経141度10分35.2秒 / 北緯38.38306度 東経141.176444度）を開削し、東に分流させて北上運河とつなぐ。
- 鳴瀬川河口を浚渫し、川舟の停泊する内港（北緯38度22分39.5秒 東経141度10分22.6秒 / 北緯38.377639度 東経141.172944度）とする。
- 河口の浚渫土を用いて本流と分流の間に34.6haに及ぶ三角州状の新市街地（北緯38度22分52.6秒 東経141度10分30.7秒 / 北緯38.381278度 東経141.175194度）を造成する。
- 内港の港口に突堤を設ける。
- 以上に続き、第2期工事として宮戸島に防波堤を築いて大型船のための外港（北緯38度21分31.5秒 東経141度10分5.9秒 / 北緯38.358750度 東経141.168306度）を設ける。

なお内港の水深は干潮時に14尺（4.2m）となっており、和船や近海用の小型船が30艘停泊できるように設計された。

### 宮城県による周辺事業
野蒜港の後背地の整備のため、道路や河川の改修・整備も幅広く行なわれた。これらは特に宮城県の6大工事と呼ばれている。内容は以下の通り（順不同）。
1. 貞山運河を完成させ、阿武隈川まで繋ぐ（大部分は江戸時代に整備されていた）。
2. 女川湾と万石浦の間に運河を開削し、牡鹿半島を横断して三陸海岸までの船運を確保する。
3. 鳴瀬川本体を上流の中新田まで浚渫し、そこから鬼首峠を経て秋田県へ向かう道路を新設する。
4. 迫川上流への舟運を整備する。
5. 江合川を改修し、利水と舟運を得る。
6. 野蒜から道路を開設し、吉岡で陸羽街道（現・国道4号）と接続させる。

野蒜築港が廃止された後もこれらの多くは整備が続けられ、最終的には2.の牡鹿半島の運河以外は全てが完成した。

### 工事資金
このプロジェクトにあたり、明治政府は1878年（明治11年）に初の国内市場向け国債である起業公債を発行した。出資者には数回にわたって政府から経過報告書が送られている。また、宮城県による周辺事業は県債によって進める予定だったが、県民から反対があったため地方税と国庫補助金によってまかなわれた。
総工費は周辺事業を含めて約68万3千円（現在の価値で約40－50億円）と、同時期の他の港湾整備の数倍から数十倍にも上り、11年後の1889年（明治22年）の横浜港工事まで港湾整備費としては史上最高の金額であった。

## 工事の進行
1878年（明治11年）、後に仙台市長となる内務省土木寮（土木局）の官吏、早川智寛が、野蒜築港内務省土木局出張所（宮城県牡鹿郡蛇田村高屋敷）主任として着任した。
工事は先ず、同年7月の北上運河開削に始まり、日本で初めて蒸気浚渫船が使用された。同11月には鳴瀬川河口で新鳴瀬川の開削に着工し、翌1879年（明治12年）7月には野蒜港口で突堤の築造が始まって粗朶沈床の枠組みの中に石を詰めて堤とした。港口の東西にそれぞれ長さ272mと236mの突堤を築く計画だったが、波浪により再三破壊され、予定より規模を縮小して1882年（明治15年）10月31日に落成式が行なわれた。なお設計者のドールンは1880年（明治13年）にオランダに帰国し、1881年（明治14年）1月には北上運河の開通式が行なわれ、1882年12月に新鳴瀬川が完成している。
突堤の完成によって築港は一応完成したが、一方で予想以上に漂砂が激しく、内港出口や松島湾との間の椿湾海峡（北緯38度21分34.4秒 東経141度9分10.9秒 / 北緯38.359556度 東経141.153028度）での操船に支障をきたした。このため、当初は予定になかった東名運河の開削が1883年（明治16年）から始まり、翌1884年（明治17年）に開通した。なお、これらの工事に際しては技師や東北各県から募集された人夫の他、西南戦争で敗れて国事犯となった鹿児島の士族も数多くいた。

## 供用開始から崩壊まで
大防波堤を築き、波浪を防ぐとともに大型船用の外港を建設する事を建設中からファン・ドールンは提案していたが、巨額の予算が必要となる事から実現がほぼ不可能な事も同時に理解していた。その結果、大型船は野蒜港に接岸できず対岸の宮戸島の潜ヶ浦（北緯38度20分58.8秒 東経141度9分28.5秒 / 北緯38.349667度 東経141.157917度）に停泊したが、艀の使えない荒天時には他の港が利用された。さらに1883年（明治16年）以降は港を利用するのはほとんどが石巻・塩釜間を往復する小型船となった。
野蒜築港の突堤は、1884年（明治17年）9月15日の台風に伴う暴風雨で崩壊した。野蒜の測候所での観測によれば、当日14時には海から南東の風が吹いており風力は4だった。台風が宮城県沖にあった21時には、平均風力5の陸からの北風が吹いていた。この時の中心気圧は991.9hPaであり、付近を通過したときも台風は大型だったが、風は特別強くはなかった。
この年の野蒜は2-3月、9月、11月に風速が8m/sを超えて疾風や雄風となっていた。特に9月は海岸と鉛直方向に平均風速4.9m/sの風が吹いていて、最高風速は20m/s以上にもなっている。これらの事から、春先や前年までの冬季の強風による強い波浪によって突堤に疲労が蓄積し、前記の台風によって一気に崩壊した可能性が高いと考えられている。

## 廃港とその影響
突堤の崩壊によって大防波堤の必要性は誰の目にも明らかになったが、1885年（明治18年）のローウェンホルスト・ムルデルの調査の結果、およそ200万－600万円もの予算が必要になるとされた。当時の政府や東北の経済界にそれだけの資金はなく、港湾設備は廃棄された。代替港湾としてムルデルは牡鹿郡女川町への築港を内務省に上申したが、東北本線の整備が進んでいた事もあり、仙台湾周辺での大規模な港湾整備は大正時代の塩釜港着工まで見合わされた。また野蒜での反省を活かし、塩釜港では港湾本体よりも先に防波堤が整備された。
ドールンによる野蒜への築港提言に関しては、
- 年間を通じて風や波浪が強く、かつ、それを防ぐ防波堤の建設は困難であり、不適当な立地であった。
- 突堤に用いた粗朶の沈床は河川整備向けであり、強い波浪への耐久力が不十分である。

などの批判がある。一方で、土木局長として指揮を執った石井省一郎は、「十分な資金さえあれば石積みの強固な大防波堤を築き、有用な港湾が作れた」と後に述べており、資金面での制約が根本的な原因とする見方もある。

## 遺構

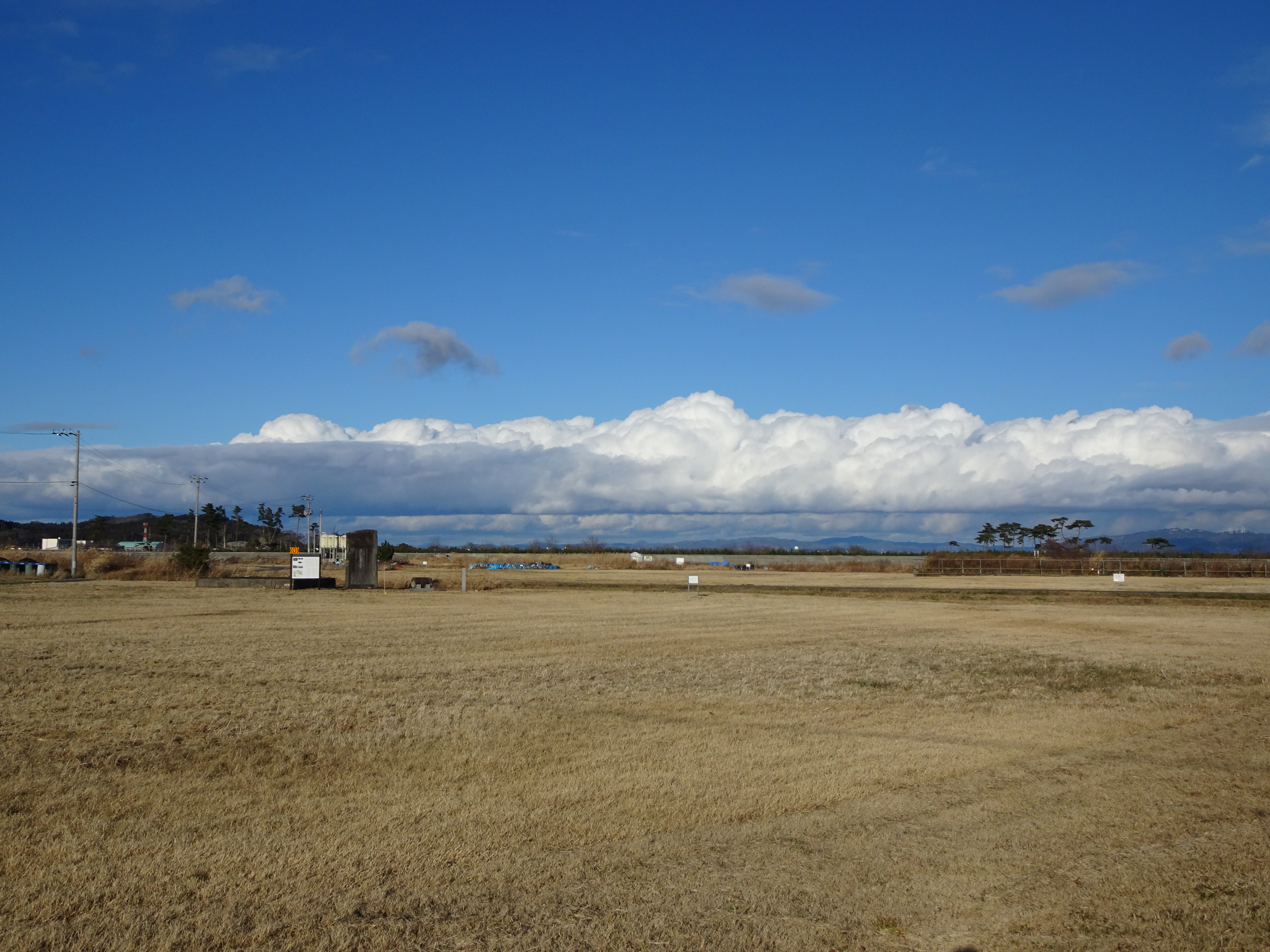
野蒜築港跡

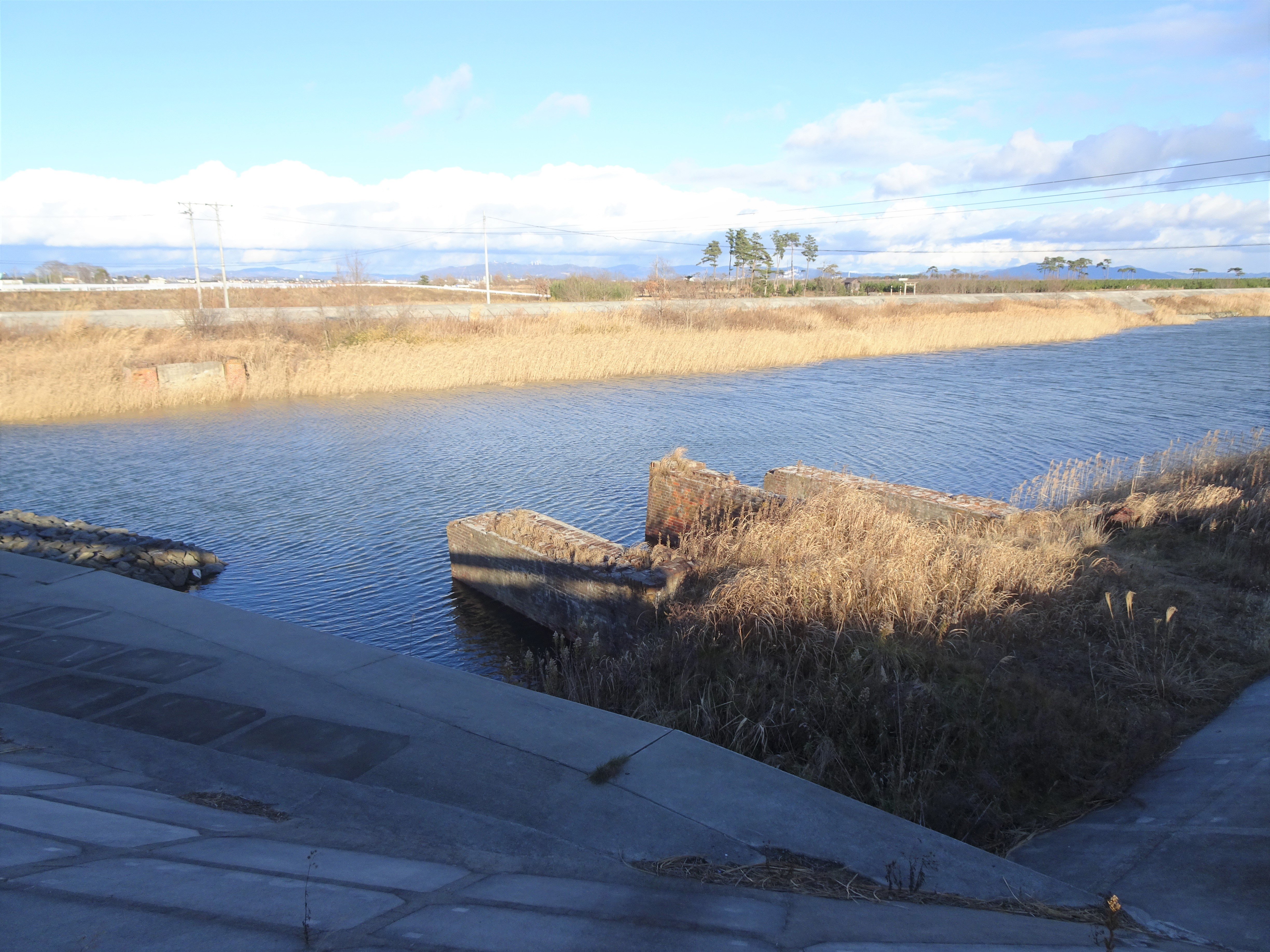
橋台跡付近

新鳴瀬川の両岸には、煉瓦作りの橋台跡が残っている。市街地との往来のため3カ所に架橋されたが、いずれも橋は残っていない。また、地固めに使われた巨大な石のローラーが残されている。気象情報を提供するために東北地方初の気象観測所となる測候所が設置され、跡地には記念碑が立っている。河口近くの左岸には小さな公園が整備され、鳴瀬川の右岸河口近くの新町コミュニティセンターには、築港計画関連資料を展示した野蒜築港資料室があったが、2011年の東日本大震災の際に津波被害を被り、新町コミュニティセンターは破壊されて使用不能となり、資料の多くが失われた。煉瓦の橋台も、一部が流失・損壊した。